# Brian Rubio
Brian Alejandro Rubio Rodríguez (ur. 9 listopada 1996 w Guadalajarze) – meksykański piłkarz występujący na pozycji napastnika, od 2025 roku zawodnik Querétaro.